# Puya elviragrossiae
Puya elviragrossiae är en enhjärtbladiga växtart som beskrevs av Roberto Vásquez och Pierre Leonhard Ibisch. Puya elviragrossiae ingår i släktet Puya, och familjen Bromeliaceae.
Artens utbredningsområde är Bolivia. Inga underarter finns listade i Catalogue of Life.